# Stok (slagwerk)

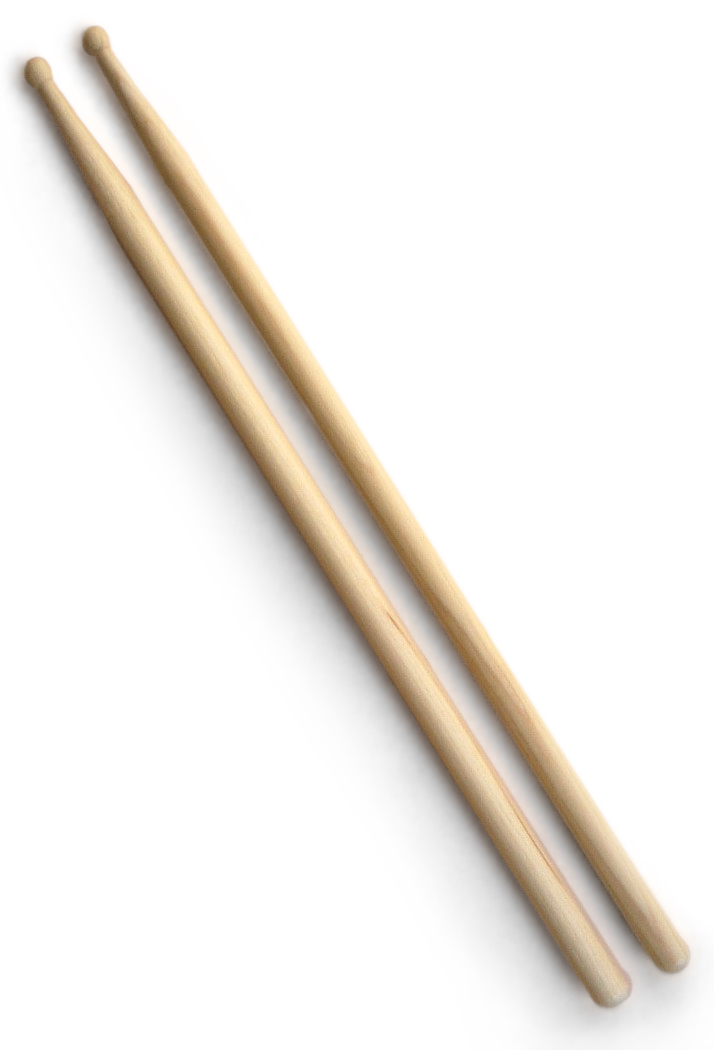
Drumstokken

Een stok is in de muziek een staf om sommige soorten slagwerk mee te bespelen. De meeste stokken hebben een speciaal gevormde punt. Sommige hebben ook een speciale handgreep.

## Soorten stokken

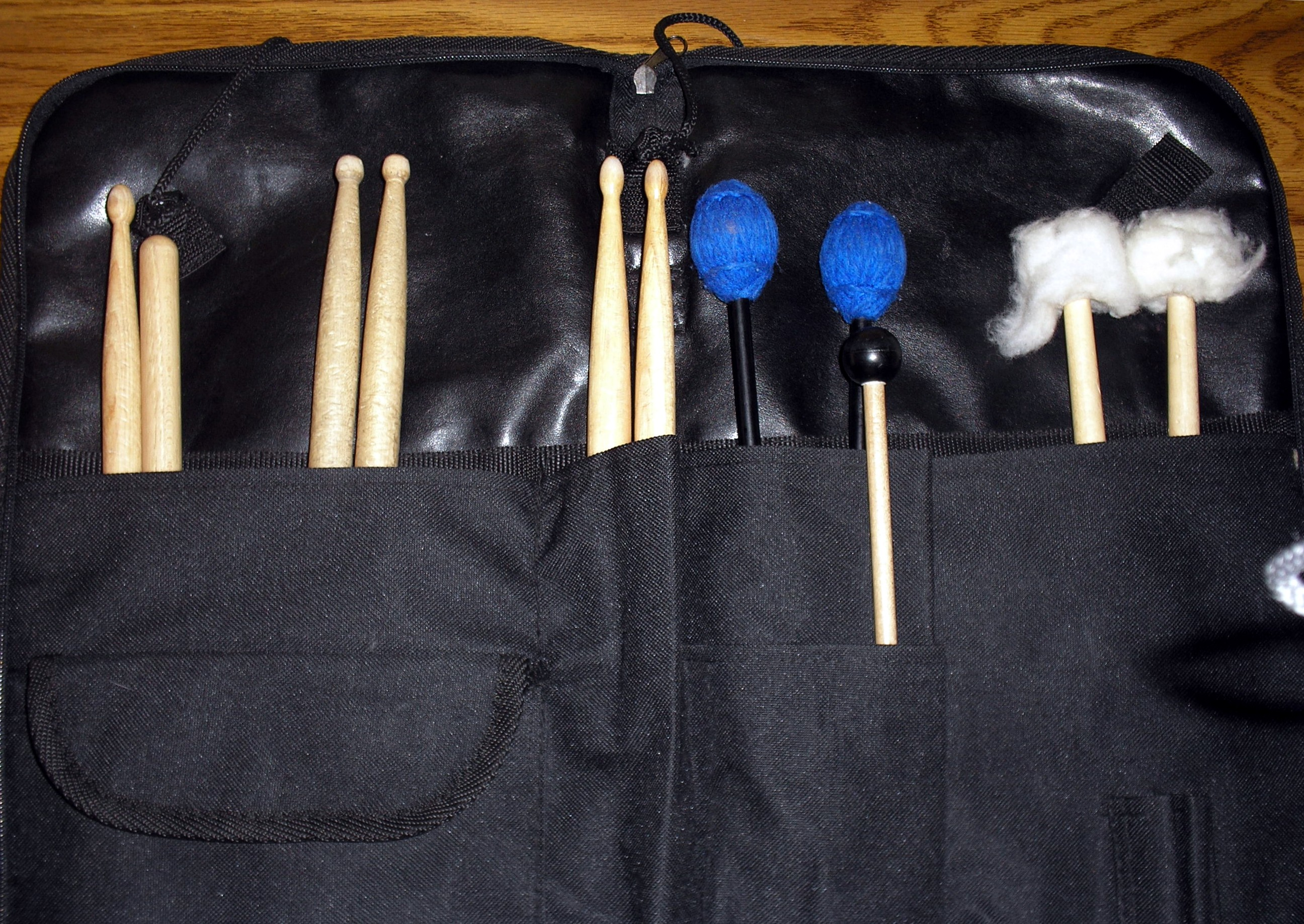
Tas met verschillende soorten stokken

Stokken zijn er in vele soorten en maten, van verschillende materialen gemaakt. De trommelstok is bijvoorbeeld doorgaans van hout gemaakt, maar soms ook van plastic. De xylofoon-mallet bestaat uit een stok van hout of kunststof met een zacht-plastic of rubberen kop en de marchingbell-mallet bestaat uit een houten stok met een hard-plastic kop. Verschillende soorten stokken zijn die voor:
- grote trom
- tenortrom
- timp tom
- bodhrán (bespeeld met een stok die een bone, tipper, cipin of beater genoemd wordt)
- gong
- xylofoon
- metallofoon
- triangel

### Trommelstok
Trommelstokken zijn meestal van hout gemaakt. De meeste stokken zijn van hickory, een Amerikaanse houtsoort, maar ook esdoornhout, voor lichtere stokken, en eikenhout, voor zwaardere stokken, worden gebruikt. Kunststof stokken zijn zeldzamer, maar gaan wel langer mee dan houten stokken. De gemiddelde trommelstok is 41 cm lang, en heeft een diameter van ongeveer 1.5 cm, maar deze waarden kunnen sterk variëren. Veel drummers zijn zeer kieskeurig wat betreft vorm, grootte, balans en gewicht van hun stokken. Deze eigenschappen dragen bij aan het 'gevoel' en het geluid van de stokken.
De eigenschappen van de stok maken hem ook geschikt voor een bepaald instrument en bepaalde muziekstijl. Voor de kleine trom worden vaak dikkere stokken met een kleine tip gebruikt, geschikt voor een verfijnde techniek en zachte dynamiek. Stokken voor timbales hebben twee gelijke uiteinden, en zijn vaak relatief licht en dun.

#### Bouw van de trommelstok
De stok kan worden verdeeld in vier delen, de tip, de schouder, de schacht en het achterste:
- tip, de punt van de stok. De tip wordt gemaakt van hout, of van nylon. De tip van nylon gaat langer mee, en klinkt vooral op een bekken anders dan de houten tip. Ook de vorm van de tip is belangrijk voor de klank. Grofweg zijn vier vormen te onderscheiden: rond, tonvormig, driehoekig en traanvormig
- schouder, het gedeelte direct onder de tip. Hiermee kan het crashbekken en de hihat worden bespeeld, ook kan hiermee een rimshot op de kleine trom worden uitgevoerd
- schacht, het midden van de stok, deze kan in verschillende vormen afgewerkt worden, dit kan de grip of klank van de stok veranderen
- achterste, waar de stok doorgaans wordt vastgehouden. Ook de vorm van dit gedeelte kan sterk variëren

### Brushes

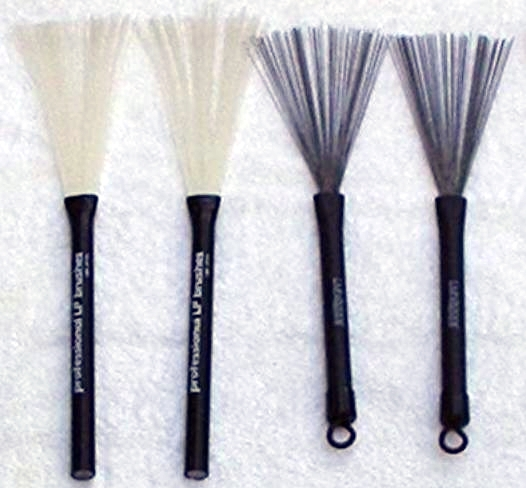
Brushes

Brushes of kwastjes zijn een speciaal type mallets, bestaande uit een handvat en een waaier van dunne metalen of nylon haren. Het handvat is meestal bedekt met rubber of hout. Vaak zijn de brushes uitschuifbaar, zodat de waaier in het handvat geschoven kan worden. Zo kan ook de breedte en lengte van de waaier gevarieerd worden. 
Brushes leveren een andere, zachtere, klank op dan trommelstokken. Brushes worden doorgaans gebruikt voor het bespelen van zowel de snare-drum als de bekkens. Ze zijn vooral geschikt voor lichtere muziek, zoals jazz.

### Grote trom-stok
De grotetrommallet, ook wel 'knuppel', of 'knots' genoemd, bestaat uit een stok met daarop grote vilten bol. De stok is relatief dik, ongeveer 2,5 cm, en de bol heeft het formaat van een vuist. Uiteraard zijn er veel variaties binnen dit type stok, hard of zacht vilt, lengte van de stok etc. Ook zijn er bijvoorbeeld stokken met aan elk uiteinde een bol.

### Mallet
Mallets zijn stokken met koppen die onder andere gebruikt worden voor melodisch slagwerk en gestemde slagwerk. De stokken bestaan uit een dunne schaft en een kop. De schaft is gemaakt van rotan, berkenhout of kunstvezel. De kop kan uit veel verschillende materialen bestaan, maar grofweg is een onderscheid te maken tussen omwikkelde koppen en niet-omwikkelde koppen.

#### Niet-omwikkelde kop
Mallets met een niet-omwikkelde kop worden vaak gebruikt voor de xylofoon of het glockenspiel. Ze worden gemaakt van verschillende harde materialen, afhankelijk van het type. Van zacht naar hard komen de volgende materialen voor: rubber, esdoorn, palissander, koper, aluminium, phelonic.

#### Omwikkelde kop
Mallets met een omwikkelde kop worden gebruikt voor de xylofoon, de marimba of de vibrafoon. Ook voor pauken zijn speciale stokken met een omwikkelde kop. 
De kop van mallets voor de xylofoon, marimba of vibrafoon wordt gemaakt uit nylon, eboniet, acrylic, of ander halfharde materialen. De kop is omwonden met een zachter materiaal, zoals garen, koord, of latex. Er is veel variatie in hardheid en afmeting. 
Stokken voor pauken hebben naast een speciale kop ook een andere schaft, gemaakt van hickory, esdoorn, berk, of bamboe, aluminium, grafiet of kunststof. De kop kan bestaan uit kurk, hout of vilt, omwonden met vilt of leder. Ook zijn er koppen uit één stuk, gemaakt van hout, hardvilt of flanel.